# 13070 Seanconnery
13070 Seanconnery este o planetă minoră (asteroid), cu un diametru de 1,764 km, din centura de asteroizi. A fost descoperită pe 8 septembrie 1991 la Observatorul din Haute-Provence de Eric Walter Elst și a fost numită după Sean Connery. 
Obiectul prezintă o orbită caracterizată de o semiaxă mare de 2,428848 UAi, o excentricitate de 0,28, o înclinație de 5,62235 ° în raport cu ecliptica.